# Hank Jones
Hank Jones (31. července 1918 Vicksburg, Mississippi, USA – 16. května 2010 Manhattan, New York, USA) byl americký jazzový klavírista a hudební skladatel. Za svou více než šedesátiletou kariéru spolupracoval například s Ellou Fitzgerald, Charlie Hadenem, Georgem Mrazem, Ronem Carterem nebo Elvinem Jonesem a mnoha dalšími. Byl několikrát nominován na cenu Grammy.